# Атибек
Атибек (каз. Әтібек) — упразднённое село в Акжаикском районе Западно-Казахстанской области Казахстана. Исключено из учётных данных в 2021 г. Входило в состав Курайлысайского сельского округа. Код КАТО — 273265200.

## Население
В 1999 году население села составляло 239 человек (121 мужчина и 118 женщин). По данным переписи 2009 года, в селе проживал 121 человек (61 мужчина и 60 женщин).